# Científico de datos
Un científico de datos es un profesional que utiliza técnicas de análisis de datos, aprendizaje automático y estadísticas para convertir grandes cantidades de datos en información valiosa y accionable. Este profesional trabaja en una variedad de industrias y sectores económicos, incluyendo tecnología, finanzas, retail, salud, gobierno y más, para ayudar a las organizaciones a tomar decisiones informadas que generen valor y disminuyan costos.
El trabajo de un científico de datos incluye la recopilación y análisis de datos, la identificación de patrones y tendencias, la construcción de modelos de aprendizaje automático y la presentación de resultados a los gerentes o tomadores de decisiones. Además, un científico de datos también puede ser responsable de desarrollar nuevas herramientas y técnicas para mejorar la eficacia y la eficiencia del análisis de datos.
Los científicos de datos suelen provenir de diferentes profesiones afines: estadísticos, ingenieros, economistas, actuarios, físicos, químicos, matemáticos e incluso áreas que se podrían considerar en primera instancia alejadas como la medicina.
Para ser un científico de datos exitoso, es importante tener una sólida comprensión de las matemáticas y la estadística, así como de las herramientas tecnológicas para el análisis de datos y un profundo conocimiento de un campo de dominio y aplicación. También es valioso tener habilidades de comunicación y presentación para explicar los resultados a una audiencia no técnica. Además, una mentalidad de aprendizaje continuo es esencial, ya que la tecnología y los métodos de análisis de datos están en constante evolución. Un científico de datos es un profesional clave en la era digital que utiliza técnicas de análisis y tecnologías avanzadas para extraer de los datos información valiosa y ayudar a las organizaciones a tomar decisiones informadas que generen valor.